# Bacquehem

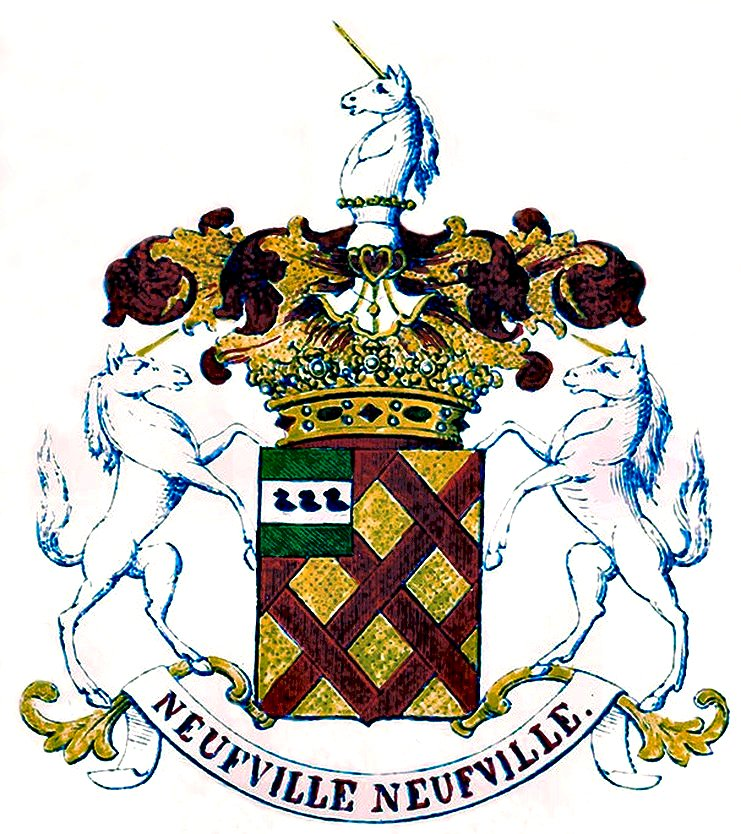
Wappen der Marquis de Bacquehem

Die Marquis de Bacquehem sind ein altadliges ursprünglich aus der Grafschaft Artois stammendes Geschlecht, dessen Nachfahren 1792 nach Österreich emigrierten. 

## Geschichte

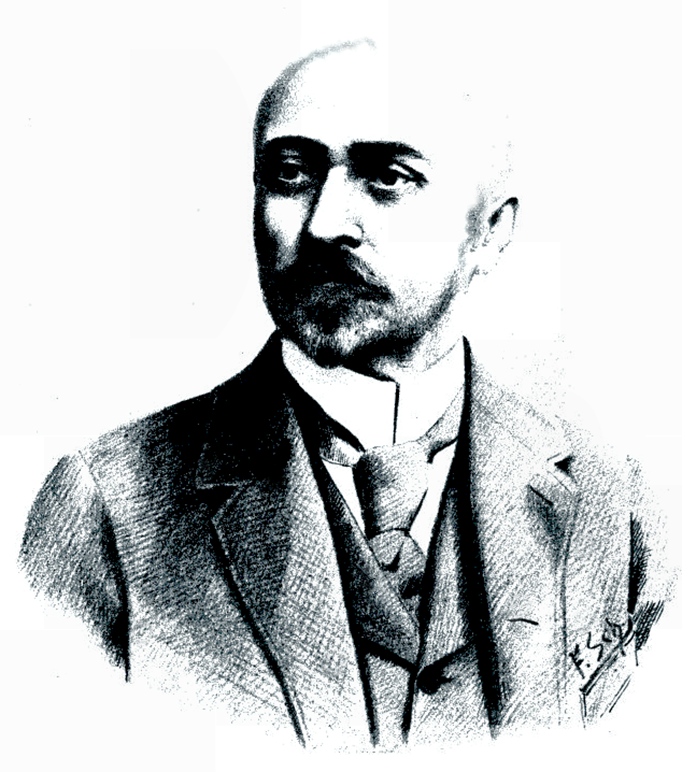
Olivier Marquis de Bacquehem 1908

Bereits vor 1150 heiratete ein Sohn aus der Adelsfamilie Neufville-Witasse, Besitzer des Lehens Bacquehem in Artois, Marie de Boubaix. Er vereinigte das Wappen von Neufville-Witasse mit dem von Boubaix und nahm den Namen Bacquehem an. 
Der Familie entsprossen einige angesehene Persönlichkeiten in Frankreich. So war Etienne de Bacquehem, genannt de Neufville, Domherr und Archidiakon zu Notre Dame in Cambrai, später Bischof von Damaskus. Arnoul V. war 1339 Marschall im Dienste König Edwards III. von England.
1501 wurde Jacques de Bacquehem von König Ludwig XII. zum Ritter geschlagen. Sein Enkel Olivier war Chef der Stadt Douai in Artois.
1666 wurde Jean Francois für sich und seine Nachfahren die Würde eines Mitglieds der adligen Stände von Artois verliehen.
König Ludwig XV. erhob Charles Alexander de Bacquehem, vermählt seit dem 28. Februar 1767 mit Philippine Marie Colette Gräfin de Thiennes de Rumbeke (1734–1774), am 1. August 1765 zum Marquis und vereinigte seine Güter in einem Marquisat. Der Marquis ließ während der Wirren der Französischen Revolution sein Leben (29. Oktober 1792), und infolgedessen emigrierten seine beiden Söhne, Christian Carl Maria (20. Juni 1769; † 18. Dezember 1841) und Philipp Leonhard Franz Xaver (28. Oktober 1771; † 25. Januar 1849), noch im gleichen Jahr nach Österreich und traten in k. k. Militärdienste.
Nur der jüngere Sohn, k. k. Kämmerer und Major, pflanzte das Geschlecht fort. Er heiratete am 30. September 1802 Henriette Auguste Josephine (18. Oktober 1771; † 21. Dezember 1849) Tochter des Grafen Joseph Murray von Melgum, die ihm Tochter Maria Theresia Franziska und Sohn Christian Peter Philipp Ghislain schenkte. Die k. k. vereinigte Hofkanzlei gestattete ihm am 10. September 1844 die Prävalierung der Würde eines Marquis im österreichischen Kaiserstaat für sich und seine Nachkommen nach dem Recht der Erstgeburt.
Olivier Marquis de Bacquehem (1847–1917), Enkel des Obigen, war Verwaltungsjurist, Handels- und Innenminister, sodann Statthalter der Steiermark, schließlich Präsident des Verwaltungsgerichtshofs.

## Wappen
1767: Schild in Gold schräg rot gegittert (Stammwappen), oben rechts mit einem grünen Freiviertel, worin ein silberner Querbalken, welcher mit drei schwarzen, gestümmelten Amseln in einer Reihe belegt ist (Boubaix). Den Schild deckt eine Marquisenkrone, auf welcher sich ein gekrönter Helm erhebt. Aus demselben wächst rechtssehend ein silbernes Einhorn auf. 
Die Helmdecken sind rot und golden, den Schild halten zwei einwärtssehende Einhörner und die Devise (eigentlich cri de guerre) ist Neufville Neufville.